# Tintageli régi posta

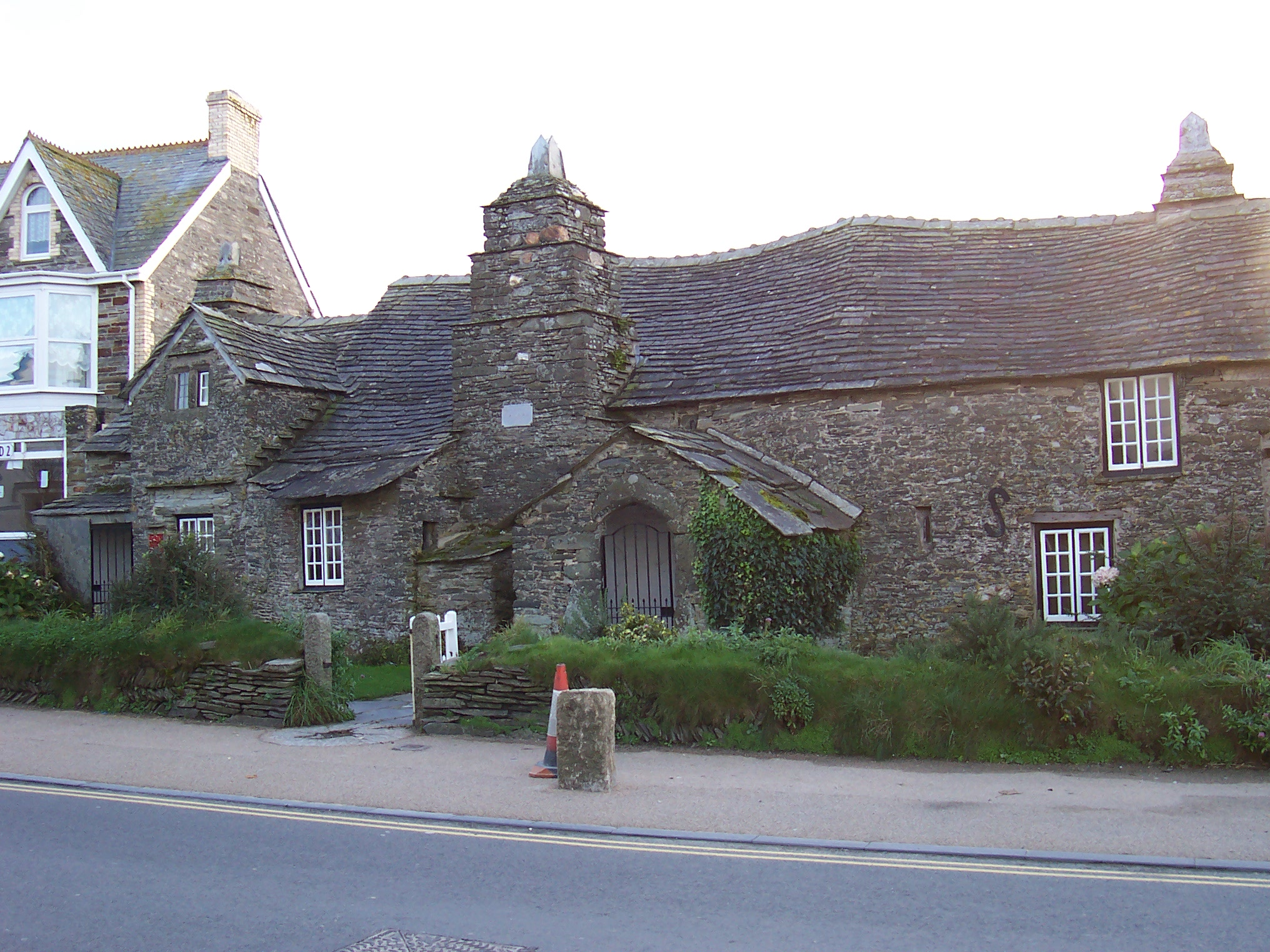
A régi posta

A tintageli régi posta egy 14. században épült kőház, amit egy középkori földbirtok központjaként építettek. Most Cornwall Tintagel településéhez tartozik. A ház és az azt körülvevő kert a nemzeti környezeti és történelmi értékeket megőrző egyesület tulajdona.
A 19. században ötven évig a levelek kézbesítésével foglalkozók munkahelye volt, és mostani tulajdonosa ebben az állapotában őrizte meg.

## Külső hivatkozások
- Információk a tintageli  régi postáról
- Kép és leírás az épületről[halott link]